# Mỹ Bình, Ngã Năm
Mỹ Bình là một xã thuộc thị xã Ngã Năm, tỉnh Sóc Trăng, Việt Nam.

## Địa lý
Xã Mỹ Bình nằm ở phía nam thị xã Ngã Năm, có vị trí địa lý:
- Phía đông giáp huyện Thạnh Trị
- Phía tây và phía nam giáp xã Mỹ Quới
- Phía bắc giáp Phường 3 và xã Long Bình.

Xã Mỹ Bình có diện tích 20,66 km², dân số năm 2003 là 7.396 người, mật độ dân số đạt 357 người/km².

## Hành chính
Xã Mỹ Bình được chia thành 5 ấp: Cơi Nhì, Mỹ Lộc 1, Mỹ Lộc 2, Mỹ Phước, Mỹ Tân.

## Lịch sử
Ngày 1 tháng 4 năm 2003, Chính phủ ban hành Nghị định số 31/2003/NĐ-CP về việc thành lập xã Mỹ Bình thuộc huyện Thạnh Trị trên cơ sở 2.107 ha diện tích tự nhiên và 4.925 người của xã Mỹ Quới.
Ngày 31 tháng 10 năm 2003, Chính phủ ban hành Nghị định số 127/2003/NĐ-CP về việc chuyển xã Mỹ Bình thuộc huyện Thạnh Trị về huyện Ngã Năm mới thành lập quản lý.
Từ ngày 29 tháng 12 năm 2013, Chính phủ ban hành Nghị quyết số 133/NQ-CP về việc thành lập thị xã Ngã Năm thuộc tỉnh Sóc Trăng. Xã Mỹ Bình trực thuộc thị xã Ngã Năm.